# Gladau
Gladau is een plaats en voormalige gemeente in de Duitse deelstaat Saksen-Anhalt, en maakt deel uit van de Landkreis Jerichower Land.
Gladau telt 600 à 700 inwoners. Tot de Ortschaft behoren ook de dorpjes Dretzel (aan de Bundesstraße 107) en Schattberge. Gladau ligt ongeveer 10 km ten zuiden van Genthin-stad. 
De Ortschaft Gladau herbergt enkele grote agrarische bedrijven op het gebied van de intensieve veehouderij.

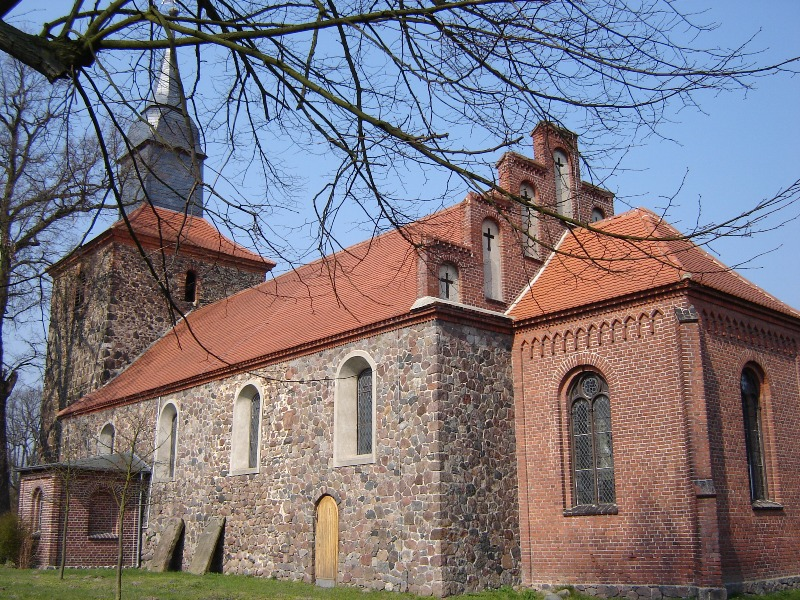
Evang.-lutherse dorpskerk van Gladau
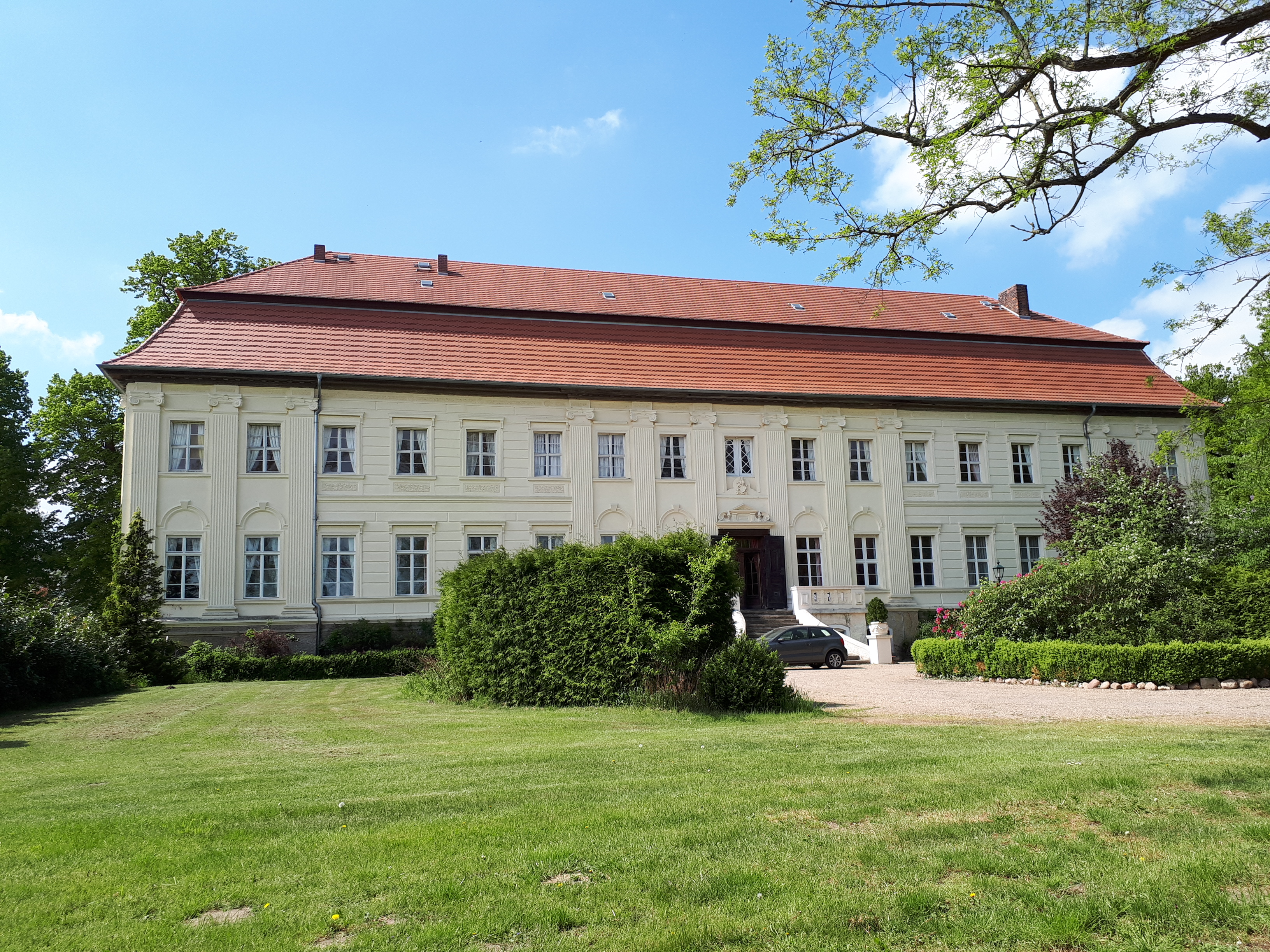
Voormalig kasteel Dretzel

Zie voor meer informatie onder Genthin.